# 尼海姆
尼海姆（德語：Nieheim，發音：[ˈniːˌhaɪm] ⓘ）是德国北莱茵-威斯特法伦州代特莫尔德行政区赫克斯特县的城市，面积79.71平方千米，2023年12月31日人口为6,189人。